# 伊西亞省
6°29′N 6°35′W / 6.483°N 6.583°W

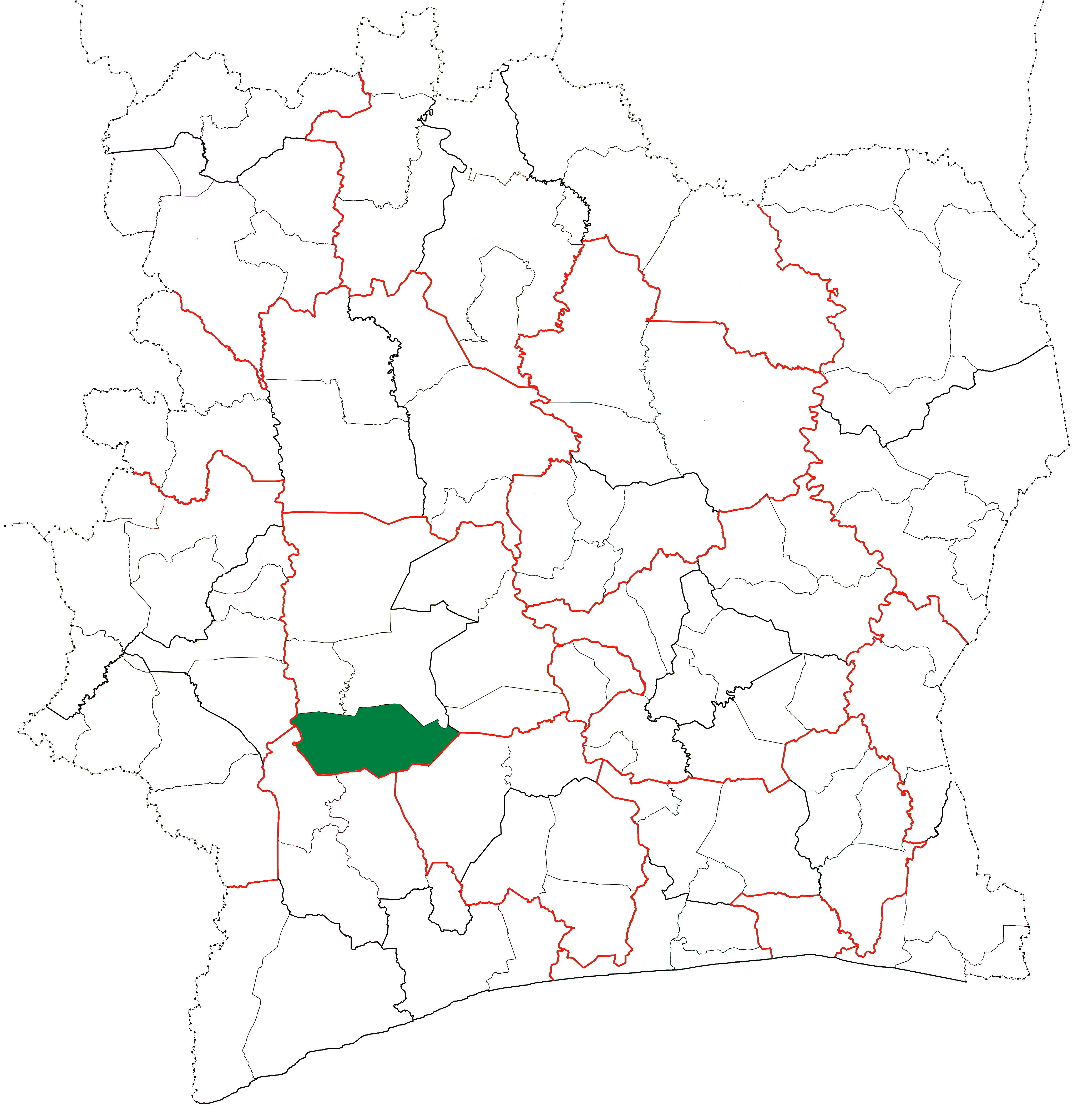

伊西亞省（Issia Department），是科特迪瓦的省份，位於該國中部薩桑德拉-馬拉韋區，由上薩桑德拉區負責管轄，首府設於伊西亞，成立於1980年，2014年人口327,901。